# ارنی فلتچر
ارنست لی «ارنی» فلچر (زاده ۱۲ نوامبر ۱۹۵۲)یک آمریکایی پزشک و سیاستمدار است. او در سال ۱۹۹۸ برای اولین بار در سه دوره متوالی برای مجلس نمایندگان ایالات متحده آمریکا انتخاب شد؛ او در سال ۲۰۰۳ پس از انتخاب شدن به عنوان ۶۰ امین فرماندار کنتاکی استعفا داد و تا سال ۲۰۰۷ خدمت کرد. قبل از ورود به عرصه سیاست فلچر یک پزشک خانواده و یک کشیش باپتیست بود. او دومین پزشک است که به فرمانداری کنتاکی انتخاب شده‌است؛ برای نخستین بار لوک پی بلکبرن در سال ۱۸۷۹ پزشکی بود که فرماندار این ایالت می‌شد. او عضو حزب جمهوری‌خواهاست.